# Новакович, Стаменко
Стаменко Новакович (серб. Стаменко Новаковић, род. 8 ноября 1958, Шньеготина, Челинац, СФРЮ) — сербский генерал и военный деятель, известный военачальник армии Республики Сербской в период войны в Боснии и Герцеговине и после неё. Военную службу начал в Югославской Народной Армии, с 1992 года продолжил её в рядах новосозданной армии боснийских сербов. Во время службы командовал батальоном, затем штабом бронетанковой бригады, бригадой и позднее был заместителем начальника Генштаба. Чин генерал-майора получил 28 июня 2003 года. После упразднения Армии Республики Сербской продолжил службу в рядах объединённых вооруженных сил Боснии и Герцеговины.